# Rougeux
Rougeux est une commune française située dans le département de la Haute-Marne, en région Grand Est.
Ses habitants sont les Fieuleux.

## Géographie
| Haute-Amance |             | Maizières-sur-Amance |
|              | Rougeux     | Fayl-Billot          |
| Fayl-Billot  | Fayl-Billot | Fayl-Billot          |

### Hydrographie
La commune est dans le bassin versant de la Saône au sein du bassin Rhône-Méditerranée-Corse. Elle est drainée par l'Amance, le ruisseau des Fourneaux, le ruisseau de la Barbotte, le ruisseau de la Haie de la Roche, le ruisseau de Messivau et le ruisseau de Rougeux.
L'Amance, d'une longueur de 47 km, prend sa source dans la commune de Haute-Amance et se jette  dans la Saône à Jussey, après avoir traversé 21 communes. Les caractéristiques hydrologiques de l'Amance sont données par la station hydrologique située sur la commune de Fayl-Billot. Le débit moyen mensuel est de 1,18 m3/s. Le débit moyen journalier maximum est de 21,4 m3/s, atteint lors de la crue du 7 décembre 2010. Le débit instantané maximal est quant à lui de 24,8 m3/s, atteint le 16 décembre 2011.
L'Amance, d'une longueur de 13 km, prend sa source dans la commune de Plesnoy et se jette  dans l'Amance à Maizières-sur-Amance, après avoir traversé quatre communes. 

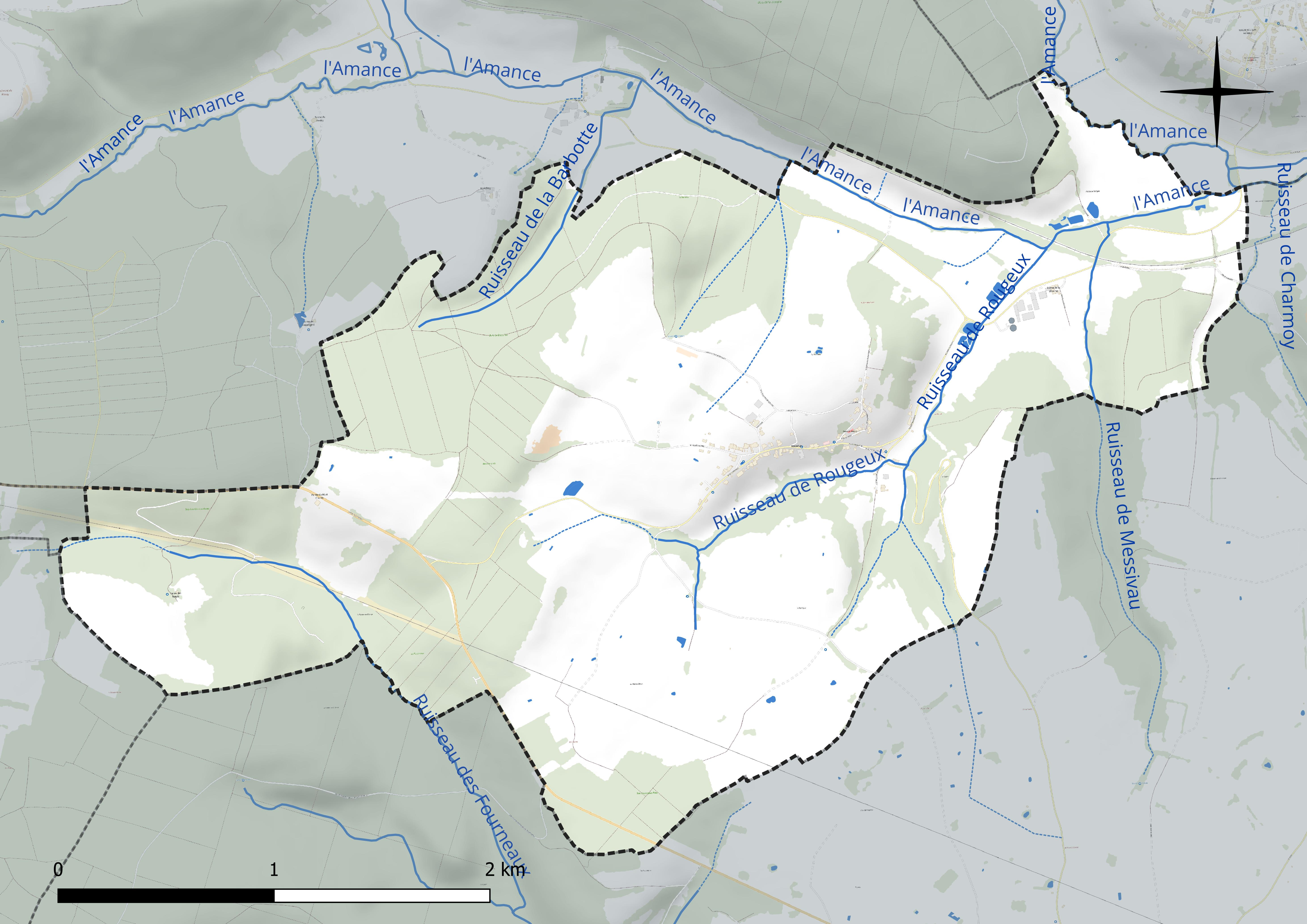
Réseau hydrographique de Rougeux.

### Climat
Pour des articles plus généraux, voir Climat du Grand Est et Climat de la Haute-Marne.
En 2010, le climat de la commune est de type climat des marges montargnardes, selon une étude du Centre national de la recherche scientifique s'appuyant sur une série de données couvrant la période 1971-2000. En 2020, Météo-France publie une typologie des climats de la France métropolitaine dans laquelle la commune est exposée à un climat océanique altéré et est dans la région climatique  Lorraine, plateau de Langres, Morvan, caractérisée par un hiver rude (1,5 °C), des vents modérés et des brouillards fréquents en automne et hiver. 
Pour la période 1971-2000, la température annuelle moyenne est de 9,9 °C, avec une amplitude thermique annuelle de 17,2 °C. Le cumul annuel moyen de précipitations est de 978 mm, avec 13,4 jours de précipitations en janvier et 9,2 jours en juillet. Pour la période 1991-2020, la température moyenne annuelle observée sur la station météorologique de Météo-France la plus proche, « Fayl-Billot_sapc », sur la commune de Fayl-Billot à 3 km à vol d'oiseau, est de 10,5 °C et le cumul annuel moyen de précipitations est de 995,6 mm. 
La température maximale relevée sur cette station est de 38,5 °C, atteinte le 25 juillet 2019 ; la température minimale est de −16,1 °C, atteinte le 24 décembre 2001,,. 
Les paramètres climatiques de la commune ont été estimés pour le milieu du siècle (2041-2070) selon différents scénarios d'émission de gaz à effet de serre à partir des nouvelles projections climatiques de référence DRIAS-2020. Ils sont consultables sur un site dédié publié par Météo-France en novembre 2022.

## Urbanisme

### Typologie
Au 1er janvier 2024, Rougeux est catégorisée commune rurale à habitat très dispersé, selon la nouvelle grille communale de densité à sept niveaux définie par l'Insee en 2022.
Elle est située hors unité urbaine. Par ailleurs la commune fait partie de l'aire d'attraction de Langres, dont elle est une commune de la couronne,. Cette aire, qui regroupe 77 communes, est catégorisée dans les aires de moins de 50 000 habitants,.

### Occupation des sols
L'occupation des sols de la commune, telle qu'elle ressort de la base de données européenne d’occupation biophysique des sols Corine Land Cover (CLC), est marquée par l'importance des territoires agricoles (52,6 % en 2018), une proportion identique à celle de 1990 (52,6 %). La répartition détaillée en 2018 est la suivante : 
prairies (45,1 %), forêts (43,2 %), terres arables (7,6 %), zones urbanisées (4,1 %). L'évolution de l’occupation des sols de la commune et de ses infrastructures peut être observée sur les différentes représentations cartographiques du territoire : la carte de Cassini (XVIIIe siècle), la carte d'état-major (1820-1866) et les cartes ou photos aériennes de l'IGN pour la période actuelle (1950 à aujourd'hui).

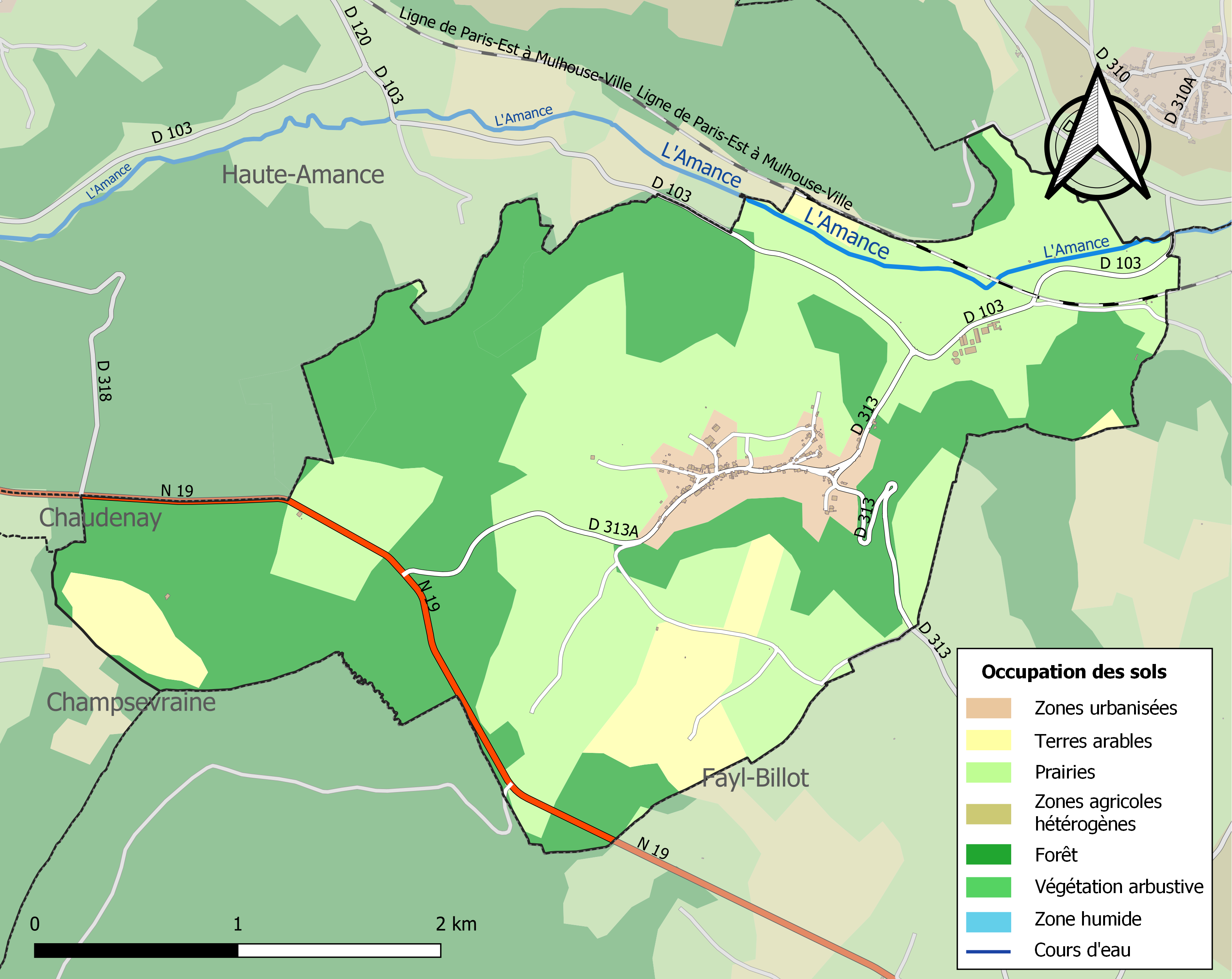
Carte des infrastructures et de l'occupation des sols de la commune en 2018 (CLC).

## Histoire
Au XIIIe siècle la seigneurie de Rougeux appartient à l'abbaye de Bèze puis passe vers 1255 aux hospitaliers de l'ordre de Saint-Jean de Jérusalem, qui la rattachent à la commanderie d'Arbigny.

## Politique et administration

### Liste des maires
| Période                                  | Période  | Identité        | Étiquette | Qualité |
| ---------------------------------------- | -------- | --------------- | --------- | ------- |
| Les données manquantes sont à compléter. |          |                 |           |         |
| mars 2001                                | 2014     | Patrick Poinsel | PS        |         |
| 2014                                     | En cours | Patrice Perney  |           |         |

## Population et société

### Démographie
L'évolution du nombre d'habitants est connue à travers les recensements de la population effectués dans la commune depuis 1793. Pour les communes de moins de 10 000 habitants, une enquête de recensement portant sur toute la population est réalisée tous les cinq ans, les populations de référence des années intermédiaires étant quant à elles estimées par interpolation ou extrapolation. Pour la commune, le premier recensement exhaustif entrant dans le cadre du nouveau dispositif a été réalisé en 2006.

En 2022, la commune comptait 114 habitants, en évolution de +0,88 % par rapport à 2016 (Haute-Marne : −4,62 %, France hors Mayotte : +2,11 %).
| 1793 | 1800 | 1806 | 1821 | 1831 | 1836 | 1841 | 1846 | 1851 |
| ---- | ---- | ---- | ---- | ---- | ---- | ---- | ---- | ---- |
| 335  | 188  | 394  | 349  | 398  | 395  | 428  | 440  | 481  |

| 1856 | 1861 | 1866 | 1872 | 1876 | 1881 | 1886 | 1891 | 1896 |
| ---- | ---- | ---- | ---- | ---- | ---- | ---- | ---- | ---- |
| 435  | 452  | 439  | 398  | 405  | 387  | 381  | 370  | 343  |

| 1901 | 1906 | 1911 | 1921 | 1926 | 1931 | 1936 | 1946 | 1954 |
| ---- | ---- | ---- | ---- | ---- | ---- | ---- | ---- | ---- |
| 309  | 311  | 290  | 273  | 271  | 221  | 206  | 198  | 181  |

| 1962 | 1968 | 1975 | 1982 | 1990 | 1999 | 2006 | 2011 | 2016 |
| ---- | ---- | ---- | ---- | ---- | ---- | ---- | ---- | ---- |
| 172  | 171  | 147  | 128  | 131  | 141  | 137  | 120  | 113  |

| 2021 | 2022 | - | - | - | - | - | - | - |
| ---- | ---- | - | - | - | - | - | - | - |
| 111  | 114  | - | - | - | - | - | - | - |

## Culture locale et patrimoine

### Lieux et monuments
- église dédiée à la Vierge-en-son-Assomption, fut bâtie en 1757 en remplacement de l'ancien édifice, situé jadis dans la partie basse et plus humide du village : le coq neuf a été posé en haut du clocher le 20 juin 2019.